# Всё на продажу
«Всё на прода́жу» (пол. Wszystko na sprzedaż) — фильм польского режиссёра Анджея Вайды.

## Сюжет
«Всё на продажу» — фильм о кинематографе, своего рода «Восемь с половиной» от Анджея Вайды, снятый, однако, в совершенно иной, суховатой и подчас близкой к документальной стилистике. Звёзды польского кино фактически играют в этом фильме сами себя, а alter ego режиссёра становится его тёзка Анджей Лапицкий. Фильм посвящён памяти безвременно ушедшего Збигнева Цибульского и выглядит как передача эстафеты от Цибульского к новому польскому актёру № 1 — Даниэлю Ольбрыхскому. Сюжет фильма строится вокруг съёмочной группы фильма. Во время съемок пропадает актёр играющий главную роль. На его поиски отправляются его жена, и жена режиссёра, также играющие в этом фильме. В ходе поисков выясняется, что он погиб выбросившись с движущегося поезда. Дальнейшая сюжетная линия выстраивается на воспоминаниях об этом актёре и о продолжении съёмок фильма с другим актёром в главной роли.

## Анджей Вайда о своём фильме
Год назад в римском аэропорту Збышек Цибульский бросил с укором в мой адрес: «Скажи ему, он ещё по мне соскучится…» Я же полагал, что ему от меня причитается нечто большее, нежели ещё одна роль, которых у него в последнее время и без того было чересчур много. Иными словами: фильм о Нем. Фильм, в котором Он был бы самим собой. В кругу событий, свидетелем которых Ему довелось быть или о которых я знал по Его рассказам. И я принялся обдумывать сценарий. Назову его, однако, сценарным планом из-за некой особенности замысла: актёрам надлежит предстать перед зрителем со своим собственным, личным багажом, предназначенным на продажу. Однажды ночью, в Лондоне, я уговаривал Мерсера, замечательного английского драматурга, дружившего со Збышеком, написать такой сценарий. Мы много и от души смеялись, вспоминая разные забавные истории, которые Збышек так любил о себе рассказывать. Потом в гостинице зазвонил телефон. Мы обсуждали будущий фильм, а Его уже двадцать четыре часа не было в живых. Мог ли я теперь отступиться? И я стал размышлять о том, что же происходит, когда один из нас, ещё молодых, уверенных, что «до исполнения приговора далеко», внезапно уходит из жизни, оставив сонмище живых. О них должен быть фильм, а не о Нем — но с Ним в главной роли. Я не писатель. Только необходимость заставляет меня описывать словами фильм, который я хочу снять. Да не рассердят вас эти слова — их ведь не будет на экране. Все происходящее в фильме — вымысел. С незапамятных времен у меня накопилось множество сцен, ситуаций, персонажей, не поместившихся в прежние фильмы. Просто авторам сценариев они не понадобились, а мне жаль было с ними расстаться. Я постепенно терял надежду увидеть хоть что-либо из этого запаса, но они терпеливо ждали своего часа. И вот теперь я «продаю» их всех оптом. Они станут сюжетной основой фильма. Я не случайно назвал этот текст «сценарным планом» — чем же ещё должен быть сценарий, как не направлением, указкой для чего-то, чему только ещё предстоит возникнуть? Запечатленные на бумаге сцены разрастутся сами, — поверьте мне, в них есть дрожжи. И есть пространство для голосов тех, кто знал Збышека. Зачем же мне вкладывать в их уста свои слова? В результате в фильме оживет главный герой, которого мы не увидим на экране. Мой проект обретет плоть благодаря открывающему новые возможности сотрудничеству с автором диалогов. Их будет два или три — смотря как пойдет дело. Но пока отдавать им свой сценарий я не хочу — по тем же причинам, по каким они оберегают свои произведения от часто неоправданного соавторства с режиссёрами. Их время придет, когда фильм будет запущен в производство. Пусть никого не удивляет, что персонажи фильма выступают под собственными именами: какой смысл называться вымышленными, коли на этой распродаже им предстоит сыграть самих себя? Имя же Збышека не прозвучит ни разу, и лицо на экране ни разу не появится, но тем не менее Он ещё раз сыграет свою роль, потому что я по Нему соскучился.

## В ролях
- Беата Тышкевич — Беата (советский дубляж — Данута Столярская)
- Анджей Лапицкий — Анджей (советский дубляж — Николай Александрович)
- Эльжбета Чижевская — Эля (советский дубляж — Надежда Румянцева)
- Даниэль Ольбрыхский — Даниэль (советский дубляж — Рудольф Панков)
- Богумил Кобеля — Бобек (советский дубляж — Олег Голубицкий)
- Малгожата Потоцкая — Малышка (советский дубляж — Татьяна Решетникова)
- Эльжбета Кемпиньская — актриса в театре (советский дубляж — Нина Меньшикова)
- Казимера Утрата — билетёрша в театре
- Францишек Старовейский — участник банкета
- Малгожата Лёрентович-Янчар — участница банкета
- Леонард Петрашак — участник банкета и похорон
- Тадеуш Калиновский — лесничий (советский дубляж — Константин Тыртов)
- Ирена Лясковская — жена лесничего (советский дубляж — Серафима Холина)
- Адам Павликовский и др.

Фильм дублирован на киностудии «Мосфильм». Режиссёр дубляжа — Алексей Алексеев.